# 辛格浩
辛格浩（：／ Shin Kyuk-ho */?，（1921年11月3日—2020年1月19日）（日语：／ Shigemitsu Takeo），是韓國企業家和韓國乐天集团（LOTTE Group）创始人兼名誉会长。

## 生平
辛格浩於1921年出生于日治朝鮮慶尚南道蔚山郡，本贯靈山辛氏。作为家中的长子，他有四个弟弟和五个妹妹。1942年，他渡船前往日本。在日本期间，他做送報紙和送牛奶的兼职，并在早稻田实业学校及早稻田高等工學校（现早稻田大学）化學系学习。后来，他涉足了香皂、髮蠟之類的生產和銷售行業，并最终将注意力转向了战后由駐日美軍带入的口香糖产业。
1948年6月，辛格浩在日本创办了乐天（Lotte）公司，开始生产和销售以天然树脂为原料的口香糖，随后扩展至房地产业务，逐步发展成为乐天集团。1965年日韩恢复正常邦交后，辛格浩利用日本乐天的收益在1966年开始将业务扩展到韩国，并进入金属、电子领域。1966年成立了乐天铝业，1967年成立了乐天制菓。1972年，他收购了日本职业棒球太平洋联盟的千叶罗德海洋队，1973年，乐天大酒店相继成立；1974年，乐天产业、乐天商行、乐天七星饮料成立；1975年成立了乐天巨人队，並於1982年受韓國棒球委員會的邀请，成为KBO聯賽的加盟队。1978年，乐天健康食品、乐天建设、乐天牛奶等相繼成立。在1980年代至1990年代，他的集团在日韩兩地继续扩大，1994年10月收购了韩国七星株式会社，在1995年被授予大韩民国政府金塔工业勋章。1996年，乐天物流和乐天分期付款金融株式会社成立。进入21世纪前，1999年成立了乐天鲜美熟食株式会社，2000年成立了乐天网株式会社，并在同年成立了Movidom。2016年，乐天世界塔建成。2017年6月，辛格浩宣佈退休。
晚年，辛格浩因涉嫌违规经营被卷入司法调查。2018年10月，首尔高等法院判处他三年有期徒刑和30亿韩圆罚金。2019年10月17日，韩国大法院维持了这一判决。不過首尔中央地方检察厅认定，辛格浩患有老年痴呆晚期，行动不便，无法沟通，有病情急剧恶化和死亡的风险，难以监内服刑。10月23日，辛格浩获监外执行6个月。2020年1月19日下午，辛格浩去世。

## 家庭成員
农心集团會长辛春浩、日本SUNSAS商事社长辛宣浩、Purmil乳业会长辛俊浩、东和免税店社長辛贞姬是他的弟弟和妹妹。
- 父亲：辛鎭洙（신진수，1902年－1973年）
- 母亲：金弼順（김필순）
- 第一夫人：盧順和（노순화，1922年－1951年）
  - 长女：辛英子（신영자，1942年－）- 前乐天百貨社长
- 第二夫人：重光初子（しげみつ はつこ，1927年－），日本人，原名竹森初子（たけもり はつこ）
  - 长子：辛東主（신동주，1954年－）- 日本乐天集团副社长，日本名：重光宏之（しげみつ ひろゆき）。
  - 長媳：赵銀柱（조은주，1963年－）
    - 孫子：辛正勳（신정훈，1993年－）

  - 次子：辛東彬（신동빈，1955年－）- 韩国乐天集团&日本千叶罗德海洋社长，日本名：重光昭夫（しげみつ あきお）。
  - 次媳：重光真奈美（しげみつ まなみ），原名淡河真奈美。
    - 孫子：辛裕烈（신유열，1986年－），日本名：重光聰（しげみつ さとし）。
    - 孫女：辛圭美（신규미，1988年－）
    - 孫女：辛承殷（신승은，1992年－）
- 第三夫人：徐美敬（서미경，1959年－），演员，藝名徐昇希。
  - 次女：辛由美（신유미，1983年）- 乐天大酒店顾问
- 弟弟：辛哲浩（신철호，1923年－1999年）
  - 侄子：辛东林（신동림，1962年－），夫人정승원，為水原地方法院法官。
  - 侄子：辛东勋（신동훈，1963年－）- Sideway Partners代表理事
- 弟弟：辛春浩（신춘호，1930年－2021年）[7]- 农心集团會长
  - 侄子：辛東原（신동원，1958年－）- 辛春浩长子，农心控股公司的代表理事兼社长、农心集團代表理事兼副会长
  - 侄子：辛东尹（신동윤，1958年－）- 辛春浩次子，栗村化学的副社长
  - 侄子：辛东益（신동익，1960年－）- 辛春浩的幼子，MEGA MART的副社长
- 弟弟：辛宣浩（신선호，1934年－）- 日本SUNSAS商事代表取締役社长，日本名：重光宣浩。
  - 侄子：辛東宇（신동우，1965－）- 辛宣浩長子，SUNSAS食品專務
  - 侄子：辛東俊（신동준，1971年－）- 辛宣浩次子
- 弟弟：辛俊浩（신준호，1941年－）- Purmil乳业会长
  - 侄子：辛東學（신동학，1968年－2005年）
  - 侄子：辛東桓（신동환，1970年－）- Purmil乳业代表理事
- 妹妹：辛貞姬（신정희，1946年－）- 东和免税店代表理事兼社长
- 妹婿：金基丙（김기병，1938年－）- 乐天观光開發社长
- 堂兄：辛炳浩（신병호，1916年－2005年）- 前樂天製菓顧問
  - 堂侄：辛東仁（신동인，1946年－）- 前乐天巨人代理